# مدرسه‌های معارف افغان ترک
مدرسه‌های معارف افغان-ترک موسسات زنجیره‌ای خصوصی و آموزشی ترکی هستند، که تحت بنیاد معارف ترکی کار می‌کنند، یک مؤسسه آموزشی تحت یک شرایط خاص به جمهوری ترکیه می‌پیوندد. ۲۰ شاخه از مکاتب افغان ترک در کابل، هرات مزار شریف، قندهار، جلال‌آباد، شبرغان و آقچه با مجموع بیش از ۶۰۰۰ دانش آموز، فعالیت دارند.

## برنامه
مکاتب معارف افغان-ترک تحصیلات ابتدایی الی سطح دانشگاه را برای دستیابی به بورد فدرال آموزش متوسطه و دیگر بوردهای ولایتی متوسطه و ثانوی تأمین می‌کند. موسسات آموزشی معارف افغان-ترک دانش آموزان را برای امتحان وای او اس، YOS (آموزش دانش آموز خارجی، که برای پذیرش به تحصیلا عالی دانشگاه‌های ترکیه ضروری است), بهمراه تسهیل نمودن فرصت آموزش آنان در افغانستان، ترکیه یا هر جای دیگر جهان.

## مدرسه‌ها
کابل
- مکاتب معارف بین‌المللی افغان-ترک
- مکاتب معارف افغان-ترک (لیسه عالی پسران آریانا-کابل)
- مکاتب معارف افغان-ترک (مکاتب دختران کابل)
- مکاتب معارف افغان-ترک (مکتب ابتدایی کابل)
- مراکز تربیت معارف افغان-ترک کابل

مزار شریف
- معارف دارالعلوم افغان-ترک مزار شریف
- مکاتب معارف افغان-ترک (لیسه عالی پسران مزار شریف)
- مکاتب معارف افغان-ترک (لیسه عالی دختران مزار شریف)
- مراکز تربیت معارف افغان-ترک مزار شریف

هرات
- مکاتب معارف افغان-ترک (لیسه عالی پسران هرات)
- مکاتب معارف افغان-ترک (لیسه عالی دختران هرات)
- مکاتب معارف افغان-ترک (مکتب ابتدایی هرات)
- مراکز تربیت معارف افغان-ترک هرات

قندهار
- مکاتب معارف افغان-ترک (لیسه عالی پسران شاه حسین هوتک)
- مکاتب معارف افغان-ترک (لیسه عالی دختران قندهار)
- مکتب ابتدایی افغان-ترک

## شبرغان
مکاتب معارف افغان-ترک (لیسه عالی پسران شبرغان)
- مکاتب معارف افغان-ترک (لیسه عالی دختران فضیلت وهاب)

جلال‌آباد
- مکاتب معارف افغان-ترک (لیسه عالی پسران مؤمن)

آقچه
- مکاتب معارف افغان-ترک (لیسه عالی دختران حبیبه قادری)ref name="afghanturk1">"مکاتب بین‌المللی افغان ترک".</ref>